# Batalla de Alba de Tormes (1809)

## Primera Batalla de Alba de Tormes 1809
La primera batalla de Alba de Tormes tendrá lugar el 28 de noviembre del año 1809 en Alba de Tormes, provincia de Salamanca. Es un enfrentamiento que se da en el frente peninsular durante las guerras napoleónicas entre uno de los ejércitos españoles que se niegan a aceptar como legitimo el gobierno de José Napoleón I y las tropas del Primer Imperio francés. Los principales jefes militares de ambas fuerzas serán el duque del Parque por parte de los españoles leales al gobierno provisional de la Junta Central de Defensa y el general François Étienne Kellermann al frente de las tropas francesas.

## Antecedentes y contexto
Tras el 2 de mayo de 1808 una parte sustancial del Ejército español se negará (al igual que gran número de funcionarios civiles) a aceptar la imposición del hermano de Napoleón I en el trono de Madrid. Fruto de ese rechazo es la aparición de las primeras Juntas de Defensa a cuyo servicio se pondrán diversos generales españoles.
Entre ellos está el duque del Parque, que queda en el año 1809 al mando de las tropas en el Norte de Castilla en unos momentos de gran incertidumbre acerca del resultado de la guerra en suelo español, que, como se sabe ya en esas fechas, será un teatro bélico decisivo para el curso de las guerras napoleónicas.
Para entonces las tropas españolas refractarias a la imposición de José I en el trono de Madrid, han obtenido una resonante victoria en el mes de julio de 1808 en el campo de batalla de Bailén. Ese significativo movimiento en el mapa de operaciones europeo, ocasiona una decidida intervención de los británicos, que mandan a su único ejército de Tierra operativo a la Península bajo el mando de sir John Moore. Sin embargo la victoria de Bailén provocará también una decidida reacción por parte del emperador Napoleón, que, en otoño de ese mismo año, se pone el frente de sus tropas en la Península y encabeza una arrolladora contraofensiva sellada con diversas derrotas de las tropas españolas -en Tudela, Espinosa de los Monteros, Astorga…- entre finales del año 1808 y comienzos del invierno de 1809, culminadas con la reconquista de Madrid y la apresurada retirada de las fuerzas británicas a través de los puertos de Vigo y La Coruña.
Pese a estas derrotas, los ejércitos españoles leales a la Junta Central de Defensa continuarán operativos a lo largo del año 1809. De hecho, tras la retirada británica esas tropas, junto con las milicias conocidas como “Alarmas Gallegas”, organizadas por los obispos y la burguesía y aristocracia locales, reconquistarán las siete provincias en las que se divide el reino de Galicia en esos momentos, expulsando de ellas a las unidades francesas bajo mando del mariscal Ney y liberando todo el territorio gallego definitivamente para el resto del período de la Guerra de Independencia o fase peninsular de las guerras napoleónicas.

## La campaña del año 1809. Batallas del Carpio,  Ocaña y  Tamames
Con el notable apoyo político, económico y territorial de esas siete provincias libres del dominio napoleónico, la ayuda británica no tardará en regresar a la Península a través de Portugal, animando aun más a los ejércitos españoles supervivientes a las derrotas del otoño de 1808 y comienzos del año 1809.
Bajo la dirección de la Junta Central de Defensa, esos ejércitos españoles obtendrán nuevas victorias. Una de las más impactantes será la de Talavera, pese a las distintas controversias en torno a esos hechos y en torno al comportamiento de las tropas españolas en los mismos. Algunas especialmente chocantes. Como la sostenida por parte de algunos novelistas británicos como Bernard Cornwell. Otra de las victorias españolas en ese año será obtenida el 23 de noviembre de 1809 por el Ejército bajo mando del duque del Parque que, en la Batalla del Carpio, saldrá victorioso de un nuevo encuentro con los franceses. Una victoria que sin embargo no es explotada a fondo, replegándose las tropas del Parque hacia Alba de Tormes.
En el transcurso de ese movimiento de repliegue, ese ejército recibirá noticias de las sucesivas derrotas españolas en Tamames y Ocaña y su retaguardia podrá ver cómo las vanguardias de la División Kellermann están en persecución suya mientras se retiran del Carpio el 23 de noviembre de 1809. Se fragua así la nueva batalla que tendrá lugar en Alba de Tormes el 28 de ese mismo mes y año.

## Primera fase de la primera Batalla de Alba de Tormes: 28 de noviembre de 1809
Los sucesos que tienen lugar entre la mañana y la noche del 28 de noviembre de 1809 han estado sujetos, como la Batalla de Talavera, a fuerte controversia y a relatos parciales -vigentes aún en la actualidad- por parte de cierta historiografía francesa. En el centro de la misma está la discusión acerca de la calidad de las tropas españolas sobre el terreno, su disciplina y el manejo de las mismas que hará el duque del Parque en esa jornada de Alba de Tormes.

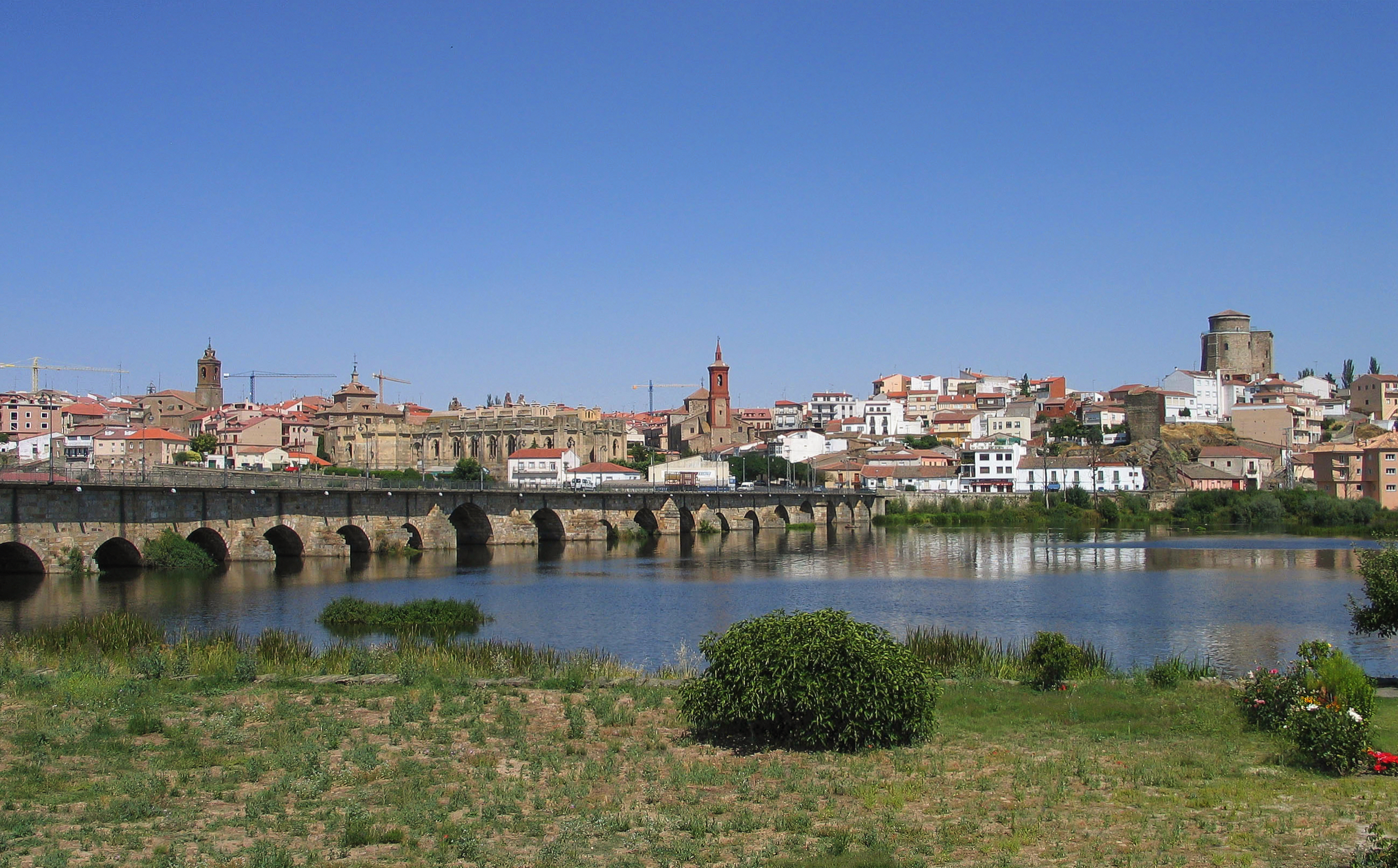
Alba de Tormes, provincia de Salamanca, España

A ese general con el mando supremo de las mismas, se le ha achacado así situar a esas tropas sobre campo abierto y dispersarlas a ambos lados del Tormes para que descansasen y obtuvieran nuevas raciones, pero sin tomar precauciones frente a la vanguardia de Kellermann, que ya habían avistado en persecución suya durante su repliegue hacia Alba de Tormes.
Todas las obras históricas más próximas a los hechos coinciden en ese punto. Así ocurre con la “Historia política y militar de la Guerra de Independencia contra Napoleón Bonaparte desde 1808 á 1814” del conde de Fabraquer, José Muñoz Maldonado, publicada en el año 1833, y en otras sucesivas como la del presbítero Juan Díaz de Baeza, que da al público en el año 1843 la “Historia de la guerra de España contra el emperador Napoleón”, quedando así establecido ese relato de los hechos que más adelante se irá repitiendo en otras obras de Historia sobre los mismos o sobre el período de las guerras napoleónicas en España. Reaparece pues en la “Guerra de la Independencia” de Miguel Agustín Príncipe, que dedica en su segundo volumen varias páginas a esos hechos de Alba de Tormes.
Posteriormente se repercute ese relato en artículos de publicaciones especializadas como “La revista militar”, que en uno de sus números del año 1852 analizaba la táctica empleada por el duque del Parque frente a fuerzas superiores de Caballería enemiga. Algo que, en opinión del autor de ese artículo (el capitán general, marqués del Duero), había sido la causa de la derrota del duque del Parque en esa ocasión. También aparece ese mismo relato en otras obras de Historia general de España, como las de Dionisio de Aldama y Manuel Alcaraz, y en enciclopedias españolas de mediados del siglo XIX como la de Francisco de P. Mellado que, sin embargo, añade una curiosa y significativa variante al calificar a la batalla de “combate”, indicando al mismo tiempo que el general Kellermann es derrotado en ese encuentro con las tropas españolas.
Así el relato de la primera Batalla de Alba de Tormes se va degradando (salvo por excepciones como la del “Diccionario” de Francisco de P. Mellado) a lo largo del siglo XIX y de ese modo obras capitales para la difusión de esos hechos, como el “Manual del Profesorado de Instrucción Primaria, elemental y superior” de Francisco Nard, reducen los hechos de ese día a un “revés” de las tropas españolas tras lo que ese autor calificaba como el desastre en Ocaña.
Autores de orígenes extranjeros -como el barcelonés de ascendencia germánica Víctor Gebhardt- reforzarían ese relato e incluso lo reducirán aún más, reflejándolo como una derrota española sin paliativos en obras con sucesivas ediciones en español desde el año 1862. Los relatos de la batalla más detallados, sin embargo, introducen una serie de matices acerca del despliegue del duque del Parque. Así Miguel Agustín Príncipe indica en su “Guerra de la Independencia” que del Parque consigue hacer retroceder en primera instancia a la vanguardia de Kellermann al mando del general Jean-Baptiste de Lorcet, comandante en jefe en esos momentos de una brigada de Caballería Ligera (fundamentalmente compuesta de unidades de élite como el 3.º de Húsares -los célebres húsares grises- y regimientos de Cazadores a caballo). Los tiradores del duque del Parque en vanguardia repelen de hecho a Lorcet y sus hombres hasta el grueso de las fuerzas de Kellermann -en el que buscan refugio- y se apoderan de la meseta que media entre los dos ejércitos.
Príncipe indica, sin embargo, que esa aparente victoria engaña al duque del Parque y así será sorprendido por el siguiente movimiento de Kellermann que manda dos regimientos de dragones al mando del general Théodore François Millet para flanquear esa meseta.
A partir de ese momento se inicia un doble movimiento de las tropas españolas. Por un lado una desordenada desbandada que da por inútil toda resistencia -como en el caso de las tropas mandadas por Losada- y en la que el duque del Parque no podrá poner orden alguno. Por otro lado, sin embargo, el general Gabriel de Mendizabal e Iraeta, segundo al mando del Ejército del duque del Parque, organiza una férrea resistencia que desbarata la ofensiva de Kellermann y malogra una victoria decisiva para este general francés, impidiéndole explotar a fondo la derrota parcial de algunas de esas unidades españolas.

## Segunda fase de la batalla. El general Gabriel de Mendizabal e Iraeta y los cuadros de Alba de Tormes
En el sucesivo deterioro del relato de la primera Batalla de Alba de Tormes a lo largo del siglo XIX, la reacción de la segunda división y la división de vanguardia de las tropas españolas allí presentes ha quedado paulatinamente desdibujada, cuando no ignorada. No sólo en obras decimonónicas como las ya mencionadas de Nard y Gebhardt, sino en publicaciones actuales donde relatos diversos sobre los hechos o personajes involucrados en ellos -como el duque del Parque o el general Lorcet- ignoran completamente las órdenes dadas por el general Gabriel de Mendizabal e Iraeta secundado por el mariscal Martín de la Carrera y otros mandos para formar cuadros de Infantería que detuvieran el avance de la Caballería de Kellermann.

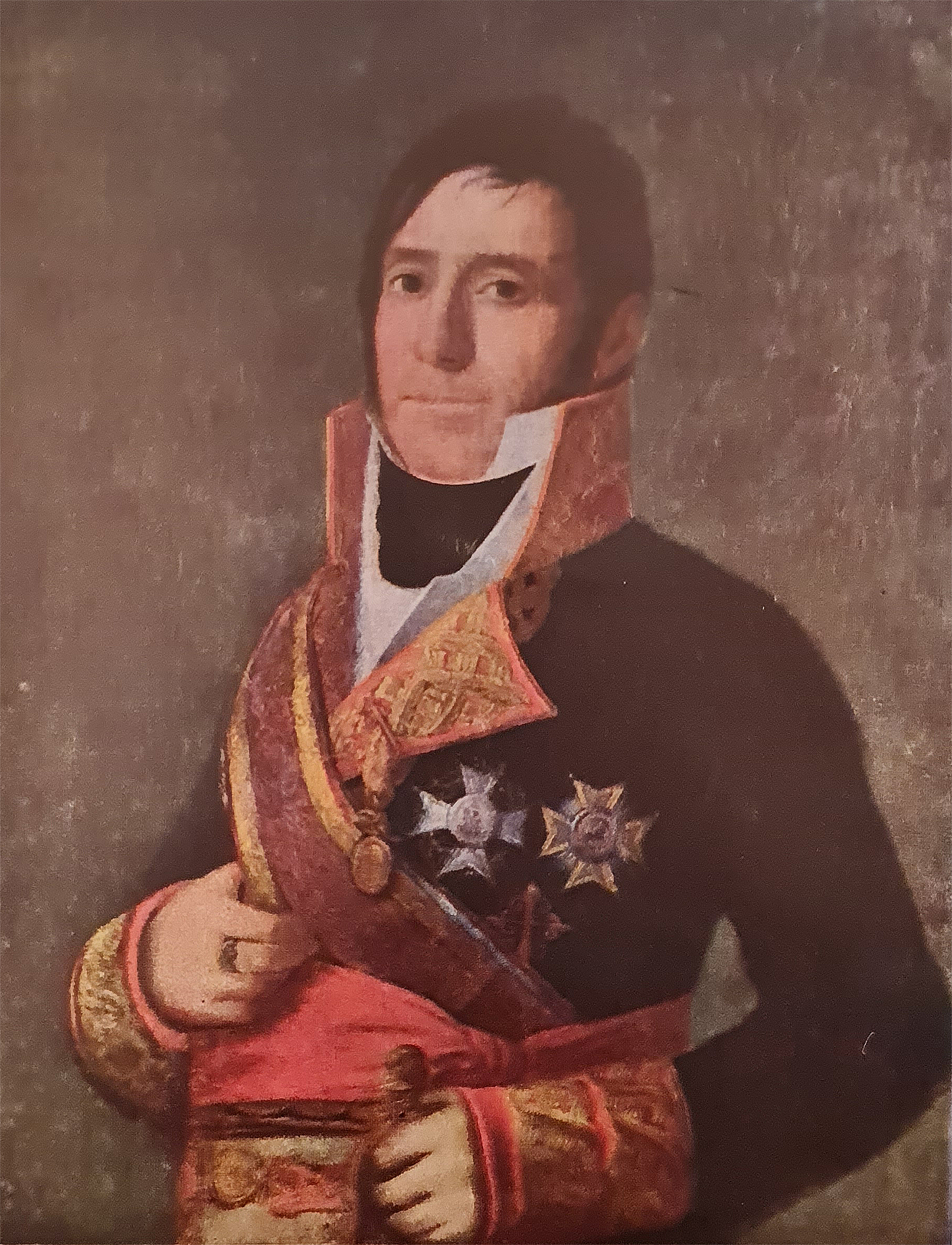
Retrato del general Gabriel de Mendizábal e Iraeta realizado por Francisco José de Goya y Lucientes, pintura hoy desaparecida (c. 1815). General español, de gran relevancia durante el período de la Guerra de la Independencia. Condado de Cuadro de Alba de Tormes.

Esa acción será letalmente eficaz, sosteniéndose las líneas españolas en esa formación durante horas y viéndose los oficiales franceses obligados a instar a las mismas a capitular dada la feroz resistencia ofrecida ante las sucesivas cargas lanzadas contra esos cuadros.
La desaparición de esa segunda fase de la primera Batalla de Alba de Tormes parece relacionada con una Historiografía selectiva (por distintas razones) que pasa por alto -o ignora- determinadas fuentes sobre los hechos como los relatos contenidos en obras tempranas sobre las guerras napoleónicas en España como las del conde de Fabraquer o Miguel Agustín Príncipe.
Esa revisión historiográfica a la baja suele abundar -para sustentar ese desdibujamiento de los hechos- en la supuesta escasa calidad y veteranía de los mandos de las tropas españolas presentes en Alba de Tormes y de las de esas mismas tropas.
La biografía del principal general al mando de esa defensa, el guipuzcoano Gabriel de Mendizabal e Iraeta, desmiente, de plano, esas insinuaciones o afirmaciones. Mendizabal es, para la fecha, noviembre de 1809, un general con experiencia y fogueado en diversas campañas. En sus comienzos como aspirante, estará presente en diversas acciones contra los otomanos de la Regencia de Argel en el Norte de África. Posteriormente participará como mando de tropas de primera línea en las campañas catalana y vasca de la guerra de la Convención en 1793-1794.
En su provincia natal se distinguirá especialmente, consiguiendo detener el avance de las tropas de la Convención francesa en la zona media guipuzcoana en acciones como las próximas a la villa de Vergara (su lugar de nacimiento) en los Altos de Elgueta, donde está al mando de tropas de leva reciente y paisanos armados que, sin embargo, detienen el avance del general Moncey hacia Vitoria y consiguen incluso obligar a los convencionales a evacuar Vergara antes de la firma de la paz entre España y Francia en Basilea.
Igualmente, una vez iniciada la Guerra de Independencia, Gabriel de Mendizabal e Iraeta estará presente en distintas acciones a lo largo del año 1808 y 1809. Entre otras la reconquista de Galicia y expulsión del mariscal Ney de ese reino.
Al igual que él muchas de las tropas presentes entre las filas bajo su mando en la primera Batalla de Alba de Tormes son también unidades veteranas que pueden remontar sus servicios hasta la guerra de Independencia de Estados Unidos. Así, si seguimos la “Historia orgánica de las Armas de Infantería y Caballería españolas”, veremos que se mencionan allí diversos regimientos, presentes en Alba de Tormes el 28 de noviembre de 1809, con suficiente experiencia, veteranía y profesionalidad en algunos casos -por ejemplo el del regimiento de irlandeses Hibernia- para poder participar con éxito en una defensa eficaz de la retaguardia española como la ordenada por el general Mendizabal.   
Esa acción, tal y como la conocemos a través de diversas fuentes, apenas ocupa unas pocas horas de esos acontecimientos, sin embargo, por sus resultados en el lugar y el momento histórico preciso, debe ser detallada en toda alusión que se haga a la primera Batalla de Alba de Tormes.
La hoja de servicios del general Mendizabal con fecha del año 1836, desde luego, no duda en destacar esa que llama acción “del Cuadrilongo de Alba de Tormes”.

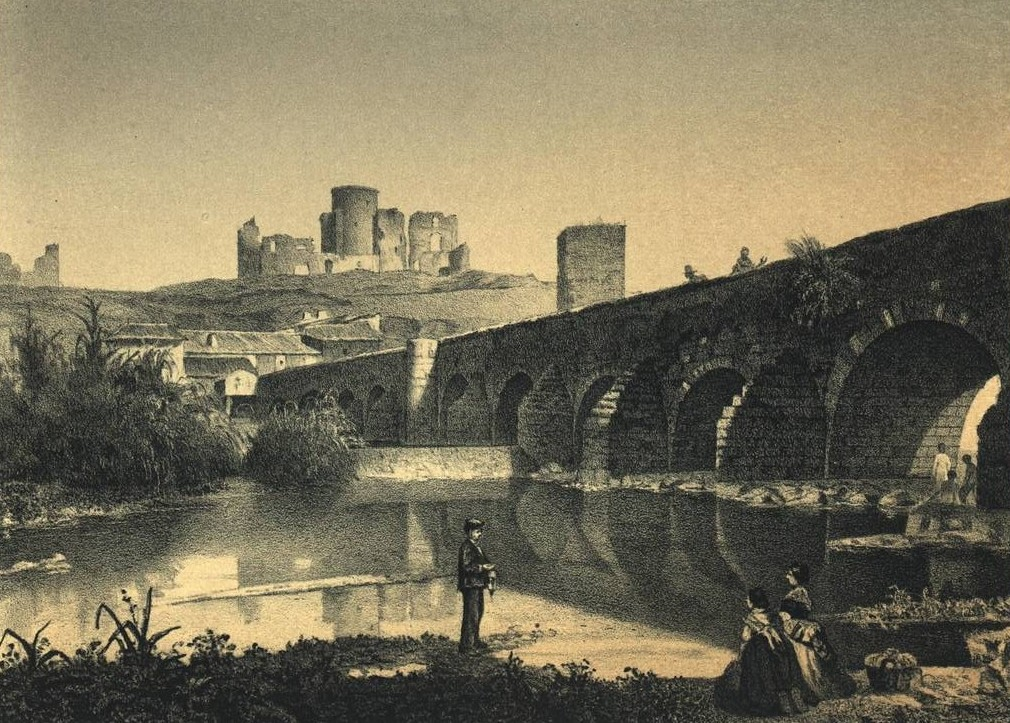
Francisco Javier Parcerisa - Puente y restos del castillo de Alba de Tormes Biblioteca Digital de Castilla y León

Si seguimos el relato de esos mismos hechos reconstruido por Arsenio García Fuertes, los generales Cabrera, Losada y Belvedere se pondrán de inmediato a las órdenes de Mendizabal al ver la desbandada en torno al Tormes y el puente que lo une con esa población. En ese momento Mendizabal, en calidad de segundo al mando de Del Parque, se juramenta con esos otros oficiales para no retroceder ante el avance de la Caballería de Kellermann, dando orden de formar a la tropa en cuadros de Infantería calando bayonetas.
El momento, como nos relata el profesor García Fuertes, será altamente dramático. Esos cuatro generales, Mendizabal como mando supremo, Cabrera, Losada y Belvedere, tienen ante ellos una fuerza formidable de 3000 jinetes que no han conocido la derrota y han inmortalizado los nombres de sus regimientos -de húsares, de cazadores a caballo, de dragones...- en batallas como Austerlitz o Eylau.
De hecho, en esos momentos álgidos de la primera Batalla de Alba de Tormes, las tropas de Kellermann acaban de pasar a cuchillo y arrollar a regimientos españoles como, entre otros, el de La Unión o el de Aragón… Este último una unidad veterana fogueada en la Guerra de Independencia estadounidense en las acciones de Pensacola y cuenca del Misisipi, lo cual da idea de que el factor sorpresa tendrá mucho que ver con la relativa victoria de Kellermann.
Sin embargo, y en definitiva, con los restos de las tropas de Del Parque aún no dispersadas ni masacradas, Gabriel de Mendizabal e Iraeta, apoyado por los mandos restantes en ese lado del Tormes, formará así varios cuadros de Infantería que ofrecerán una tan letal como eficaz resistencia a los sucesivos ataques de esas fuerzas de Caballería de la élite napoleónica. De tal manera que Gabriel de Mendizabal será recompensado con el Condado de Cuadro de Alba de Tormes.
A ese respecto García Fuertes glosa en su trabajo las palabras de un testigo presencial de esos hechos en el lado español, el teniente Ramón Novoa, del regimiento de Infantería Ligera de Monforte que, en 1816, dedicará el único poema que canta esa victoria táctica española en la primera Batalla de Alba de Tormes. Así nos indica el profesor García Fuertes que las líneas españolas, mantenidas con enorme sangre fría por el general Gabriel de Mendizabal y sus subalternos, harán caer sobre las líneas de la Caballería francesa descargas continuadas que el teniente Novoa comparaba en su poema -reflejo de su propia experiencia en esos momentos- con un fuego más terrible que el lanzado por un volcán como el Etna.   
La resistencia de esas unidades formadas en cuadro será tan formidable que causará numerosas bajas a las tres cargas sucesivas de la Caballería napoleónica. Lo cual llevará a Kellermann a intimar a las mismas a rendirse. Tanto bajo la amenaza de ser pasados a degüello como con la promesa de una capitulación honrosa. Proposiciones éstas que se rechazarán de pleno. Tanto por la tropa -que lanzará la consigna de “vencer o morir”- como, por supuesto, por el general Gabriel de Mendizabal, en su calidad de comandante en jefe. Así Mendizabal responderá, según el testimonio del teniente Novoa, “Á mí capitular jamas me es dado,/ Y solo pelear constantemente/ Al General en Gefe ese recado/ Que yo solo respondo de este modo: “Soldados fuego” y que perezca todo”. Independientemente del adorno poético que añade Novoa a su relato, los hechos se verificarán en esos términos, totalmente coherentes con la trayectoria militar de Mendizabal desde sus primeras acciones en el Norte de África y, en especial, desde las de Cataluña y su provincia natal durante la guerra contra la Convención francesa entre 1793 y 1794.
El general Mendizabal sólo dará la orden de batirse en retirada hacia el puente y la otra orilla del Tormes -de manera ordenada y a paso de carga según García Fuertes- con la caída de la noche y la llegada de Infantería y Artillería francesa que, junto con la Caballería superviviente de la División Kellermann, hacían ya insostenible la posición de los cuadros españoles.
Como señala el profesor García Fuertes, los regimientos conducidos por Mendizabal de manera tan acertada, se convertirán desde ese momento en casi leyenda entre las tropas españolas que se oponen a la invasión napoleónica por esos hechos que aunque no lograron una victoria total, sí permiten la retirada y dispersión -incluso en medio de la confusión y el pánico que sigue a la retirada de las unidades bajo mando de Mendizabal- del grueso del Ejército del duque del Parque. Kellermann queda así dueño del terreno, pero incapaz de explotar a fondo su relativa victoria al haberse desbandado las unidades españolas en diferentes direcciones, lo que permitirá, más adelante, volver a reagruparlas para continuar la lucha con mayor éxito a partir de 1810.
Así, a la hora de valorar lo sucedido con los cuadros formados bajo las órdenes del general Mendizabal, es preciso subrayar que Kellermann, uno de los principales generales napoleónicos, pese a esa muy relativa victoria, sale de ese campo de batalla advertido -con la meritoria acción de los cuadros mandados por Mendizabal- de que, en contra de lo que quiere la propaganda napoleónica -por ejemplo con la inclusión en el Arco de Triunfo del nombre de Alba de Tormes- el Primer Imperio francés no se enfrenta en España a bandas de insurgentes o simples guerrilleros, sino a un Ejército en general bien organizado y mandado por profesionales experimentados como Gabriel de Mendizabal. Y, además, con capacidad para infligir cuantiosas pérdidas en unidades francesas de élite con una hoja de servicios arrolladora en los frentes del Norte y centro de Europa.                                   
De hecho esa advertencia que queda lanzada en la noche del 28 de noviembre de 1809 en las orillas del Tormes, se irá confirmando -de manera cada vez más patente para el mando napoleónico en España- en sucesivas acciones y batallas que culminan -a partir de 1811- en el afianzamiento de todo el frente Norte por el Séptimo Ejército español bajo el mando de Gabriel de Mendizabal e Iraeta. Una fuerza militar que, entre muchas otras acciones victoriosas, en 1812 evitará una debacle aliada tras la retirada de Wellington de Burgos (que desbarata todas las ganancias tácticas obtenidas con la victoria de los Arapiles en julio de ese año), facilitará, en ese contexto, una segunda batalla de Alba de Tormes enteramente favorable a esas mismas fuerzas aliadas y abrirá el camino -tras la liberación de Reinosa y las acciones de Sámano, Castro Urdiales y otras- a la victoria de junio de 1813 en la decisiva Batalla de Vitoria.